# Chitra Ratana
Chitra Ratana (eigentlich Mercy Rungrat; * 15. Dezember 1942) ist eine beliebte Schauspielerin in den typischen europäischen Kriminal- und Agentenfilmen der 1960er Jahre.

## Leben
Die aus Thailand stammende Schauspielerin wurde durch ihren zurückhaltenden Charme sowie durch ihre aus deutscher Sicht als exotisch empfundene Schönheit populär und konnte in ihren Rollen im Action- und Gruselfach überzeugen. Sie war in jenen Jahren Filmpartnerin von bekannten Größen wie Thomas Alder, Stewart Granger, Harald Juhnke, Horst Frank, Peter Carsten, Serge Nubret und Sieghardt Rupp.
Bei Krimifreunden mit Hang zur Hochspannung wurde Chitra Ratana berühmt durch eine Szene in der Rolf-Torring-Verfilmung Der Fluch des schwarzen Rubin mit Horst Frank und Thomas Alder, bei der Frank über der Schauspielerin ein Netz voller Giftspinnen zerreißen musste. Regisseur Manfred R. Köhler verlangte für die Szene minutenlanges, lautestes Geschrei, bevor sie schließlich von Thomas Alder in allerletzter Sekunde vor den hunderten Spinnen, die auf ihr herumkrabbelten, gerettet wurde – die Schauspielerin fiel daraufhin infolge einer Überanstrengung der Stimme am Set für vier Tage wegen Heiserkeit aus. Später kehrte sie in ihre Heimat zurück und trat in Thailand in einigen Spielfilmen auf.
Ratanas eigentlicher Name, Mercy Rungrat, klingt in einem anderen Pseudonym, Metta Rungrat, deutlich an.

## Filmografie
- 1965: Der Fluch des schwarzen Rubin
- 1965: Das Geheimnis der drei Dschunken
- 1973: Krasue Sao
- 1973: Ulagam Sutrum Valiban
- 1975: Satri ti lok leum
- 1976: Hot Potato
- 1978: Huajai Hong Tee Ha
- 1982: Rak Karm Rua